# José van Eijndhoven
Johanna Catharina Maria (José) van Eijndhoven (Tilburg, 1 mei 1947) is een voormalig bijzonder hoogleraar op het gebied van Science & Technology Studies en Duurzaamheid.

## Loopbaan
Na de middelbare school (Theresia Lyceum, Tilburg, 1959–1965) studeerde Van Eijndhoven scheikunde aan de Universiteit Leiden (1965–1971) waar ze eveneens promoveerde (1978), ook in de chemie.
Ze was betrokken bij het opzetten van het onderzoek en onderwijs op het terrein van ‘’Chemie en Samenleving’’ aan de Universiteit van Utrecht aan de gelijknamige afdeling die later opging in het Copernicusinstituut. Haar onderzoek richtte zich op de relatie tussen wetenschap en politieke besluitvorming en in het bijzonder op risicocommunicatie rond industriële activiteiten.
Bijzonder hoogleraar was ze behalve in Utrecht (Technology Assessment) ook in Rotterdam (Sustainability Management).
Ze was ook directeur van het Rathenau Instituut (1991-2001) en voorzitter van het College van Bestuur van de Erasmus Universiteit. Ze vervulde vele functies in adviesorganen op het gebied van de relatie ‘wetenschap en samenleving', 'milieu’ en 'duurzaamheid’.

## Adviescommissies en besturen
Van Eijndhoven was onder meer lid van de volgende commissies, besturen en adviesraden:
- Provinciale Adviescommissie Leefomgevingskwaliteit Zuid-Holland
- Commissie milieueffectrapportage
- Raad van Advies Centrum Milieukunde Leiden van de Universiteit Leiden
- Raad Wetenschap, Techniek en Maatschappij van Koninklijk Instituut van Ingenieurs-NIRIA
- Commissie van Toezicht Rijksinstituut voor Volksgezondheid en Milieu
- Forum voor Techniek en Wetenschap
- Stichting Socrates
- Onderzoeksschool Wetenschap, Technologie en Moderne Cultuur
- Werkgroep Wetenschap en Samenleving van de Academische Raad

## Publicaties (selectie)
- Learning to Manage Global Environmental Risks (MIT press, 2001).
- Technology assessment: Product or process in: Technological Forecasting and Social Change 54 (1997) 269-286.